# Racismo cultural

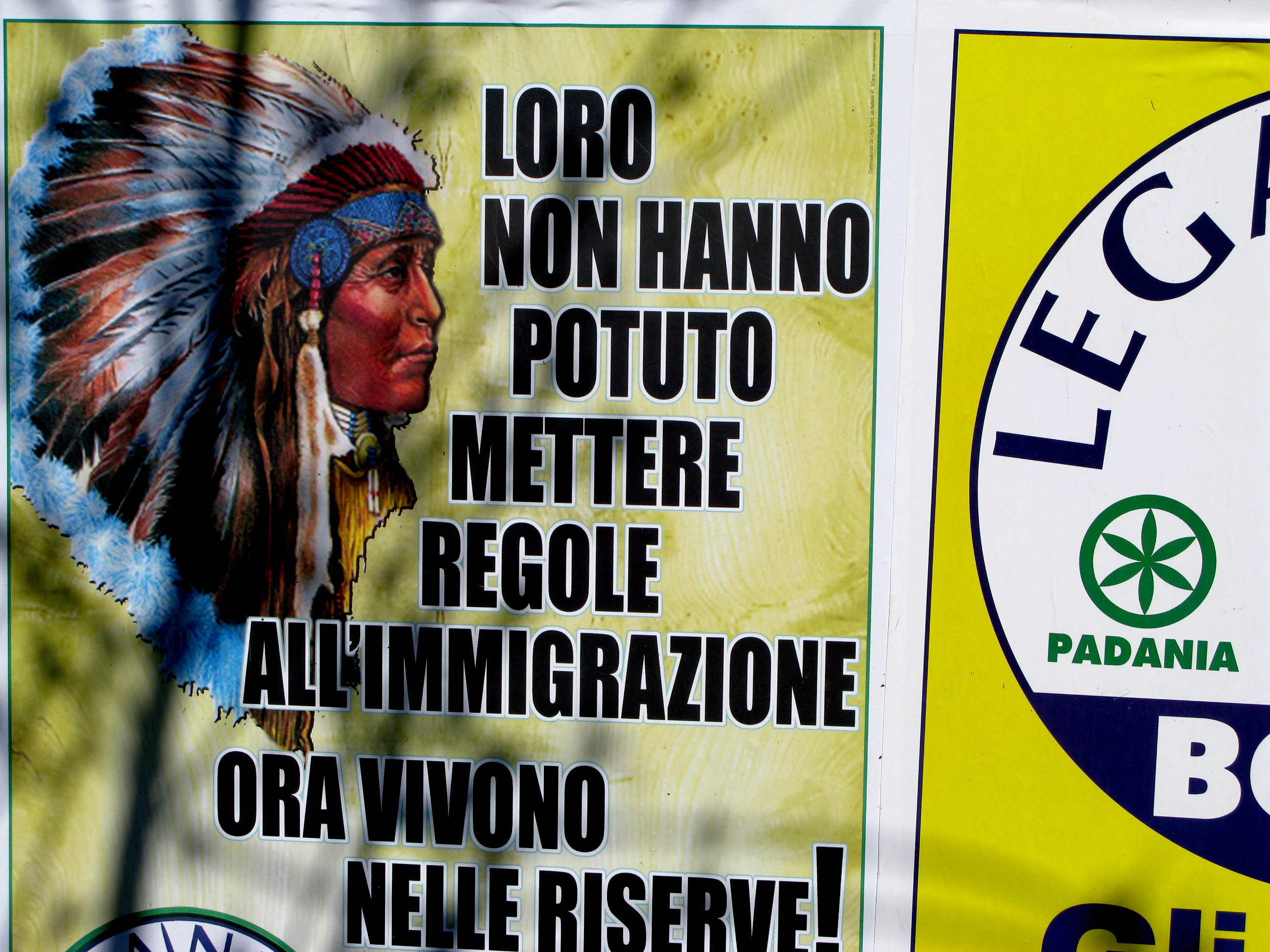
Cartaz da Liga Norte da Itália sobre imigração dizendo: "Eles não conseguiram estabelecer regras sobre a imigração, agora vivem em reservas!" Há uma alusão implícita às teorias conspiratórias de extrema direita do "genocídio branco" e da "Grande Substituição".

Racismo cultural, às vezes chamado de neorracismo, novo racismo, racismo pós-moderno ou racismo diferencialista, é um conceito que tem sido aplicado a preconceitos e discriminação com base em diferenças culturais entre grupos étnicos ou raciais. Isso inclui a ideia de que algumas culturas são superiores a outras ou, em casos mais extremos, que várias culturas são fundamentalmente incompatíveis e não devem coexistir na mesma sociedade ou Estado. Nisso, ele difere do racismo científico, que se refere a preconceitos e discriminação enraizados em diferenças biológicas percebidas entre grupos étnicos ou raciais.
O conceito de racismo cultural foi desenvolvido nas décadas de 1980 e 1990 por acadêmicos da Europa Ocidental, como Martin Barker, Étienne Balibar e Pierre-André Taguieff. Esses teóricos argumentaram que a hostilidade aos imigrantes então evidente nos países ocidentais deveria ser rotulada de racismo, um termo que tinha sido usado para descrever a discriminação com base na raça biológica percebida desde o início do século XX. Eles argumentaram que, embora o racismo biológico tenha se tornado cada vez mais impopular nas sociedades ocidentais durante a segunda metade do século XX, ele foi substituído por um novo racismo cultural que se baseava na crença em diferenças culturais intrínsecas e intransponíveis. Eles notaram que essa mudança estava sendo promovida por movimentos de extrema-direita, como a Nouvelle Droite francesa.
Três argumentos principais sobre por que as crenças em diferenças culturais intrínsecas e intransponíveis devem ser consideradas racistas foram apresentados. Um é que a hostilidade em uma base cultural pode resultar nas mesmas práticas discriminatórias e prejudiciais que a crença em diferenças biológicas intrínsecas, como exploração, opressão ou genocídio. O segundo é que as crenças em diferenças biológicas e culturais são frequentemente interligadas e que os racistas biológicos usam alegações de diferença cultural para promover suas ideias em contextos onde o racismo biológico é considerado socialmente inaceitável. O terceiro argumento é que a ideia de racismo cultural reconhece que em muitas sociedades, grupos como imigrantes e muçulmanos passaram por racialização, passando a ser vistos como grupos sociais distintos, separados da maioria com base em seus traços culturais. Influenciados pela pedagogia crítica, aqueles que clamam pela erradicação do racismo cultural nos países ocidentais têm argumentado amplamente que isso deve ser feito promovendo a educação multicultural e o antirracismo por meio de escolas e universidades.
A utilidade do conceito tem sido debatida. Alguns acadêmicos argumentaram que preconceitos e hostilidade baseados na cultura são suficientemente diferentes do racismo biológico que não é apropriado usar o termo racismo para ambos. De acordo com essa visão, incorporar preconceitos culturais ao conceito de racismo expande muito este último e enfraquece sua utilidade. Entre os acadêmicos que usaram o conceito de racismo cultural, houve debates quanto ao seu escopo. Alguns acadêmicos argumentaram que a islamofobia deve ser considerada uma forma de racismo cultural. Outros discordaram, argumentando que, enquanto o racismo cultural diz respeito a símbolos visíveis de diferença, como roupas, culinária e linguagem, a islamofobia diz respeito principalmente à hostilidade com base nas crenças religiosas de alguém.